# II-18/9
II-18/9 — серия блочных 9-этажных (первоначально 8-этажных) односекционных одноподъездных жилых домов, одна из первых серий домов повышенной этажности индустриального домостроения. Первые дома серии II-18-01 (8-этажной модификации II-18-01/08 МИБ) были построены в 1957—1958 годах в экспериментальном 9-м квартале Новых Черёмушек (руководитель комплексной застройки квартала — архитектор Г. П. Павлов, район Проспекта 60-летия Октября).

## Расположение
Обычно дома серии II-18/9 рассредоточены по районам массовой жилой застройки 60-х годов между пятиэтажными зданиями. В Москве подобные дома получили обобщающее название «башня». Также в Москве имеются несколько 2-подъездных домов (на Открытом шоссе, в Медведково, недалеко от платформы Моссельмаш) и один 3-подъездный (на 16-й Парковой улице)
В домах предусмотрены 1- и 2-комнатные квартиры с совмещёнными санузлами и сидячими ваннами, по восемь квартир на этаже. Высота потолка — 2,50 м.
Встречается как в кирпичном, так и в блочном исполнении. У кирпичных 8-этажных домов высота потолков этой серии (вертикальный шаг) больше, чем у 9-этажек, в результате чего они почти равны по высоте. У блочных наружные стены сделаны из керамзитобетонных блоков толщиной 400 мм. Внутренние стены — керамзитобетонные блоки толщиной 390 мм. Перегородки — гипсобетонные толщиной 80 мм. Перекрытия — многопустотные панели толщиной 220 мм.
В домах имеются один пассажирский лифт грузоподъёмностью 400 кг и мусоропровод. Шахта лифта прилегает к задней стене, в этом месте в стенах находятся окна, к которым нет доступа. Загрузочные клапаны мусоропровода и двери шахты лифта находятся на межэтажных площадках (через этаж). Отопление, холодное и горячее водоснабжение — централизованные.
На базе данной серии впоследствии были разработаны 12-этажные дома (серия II-18/12), в которых уже было по два лифта и раздельные санузлы, а также присутствовало по одной 3-комнатной квартире на этаже.

## Фотогалерея

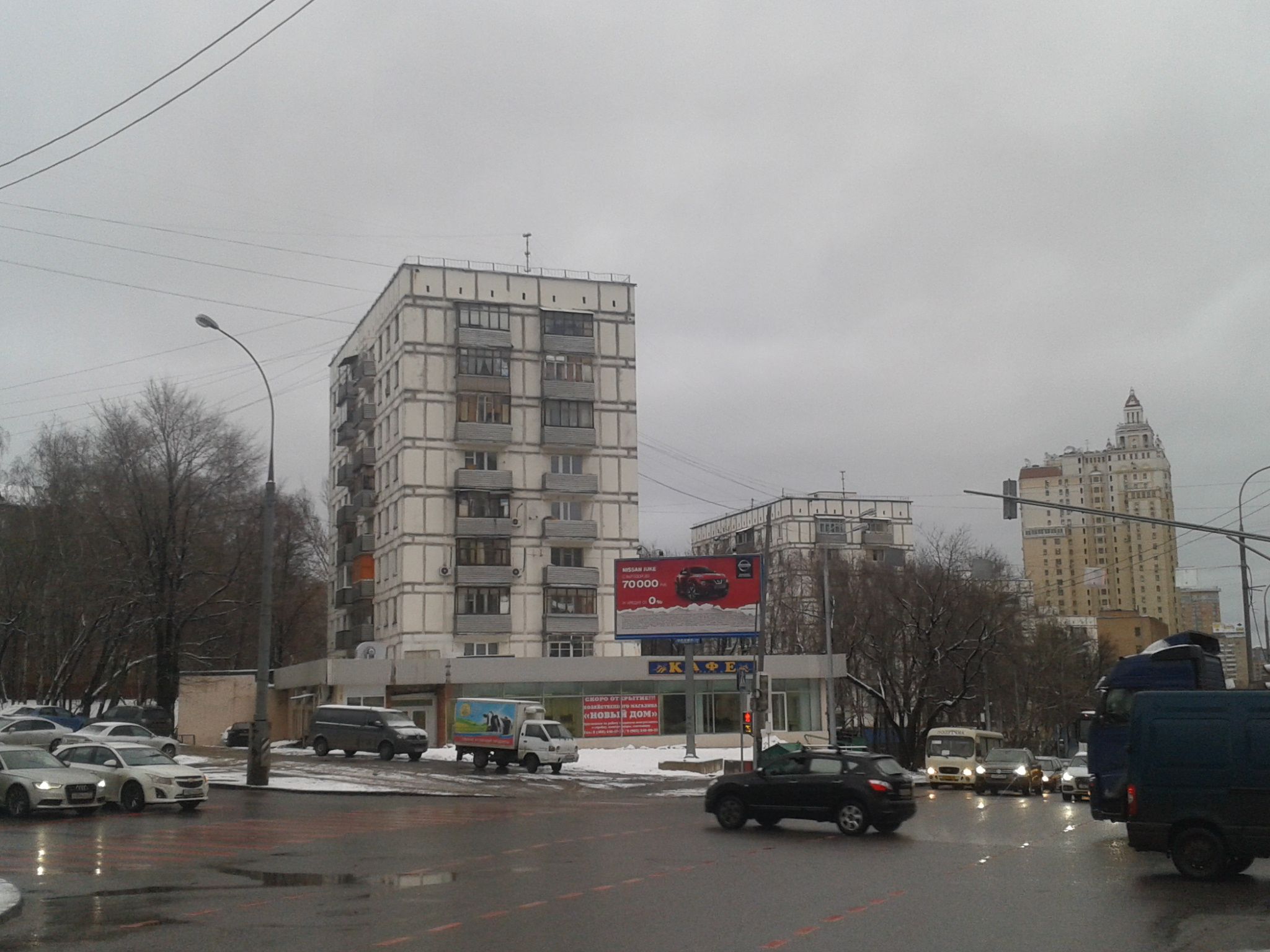
Дома серии II-18/9 на Можайском шоссе
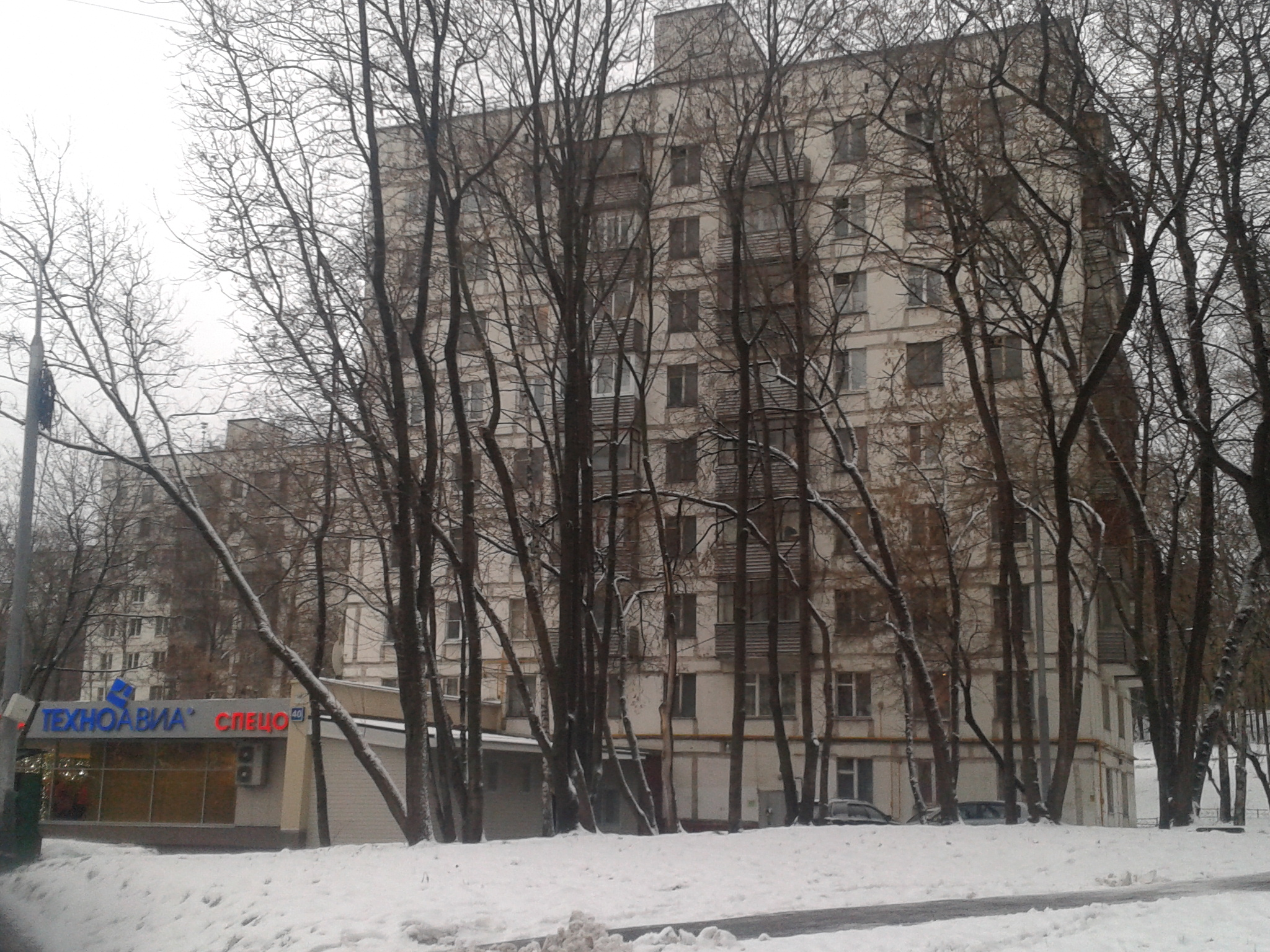
Дом серии II-18/9 по адресу Можайское шоссе, 40
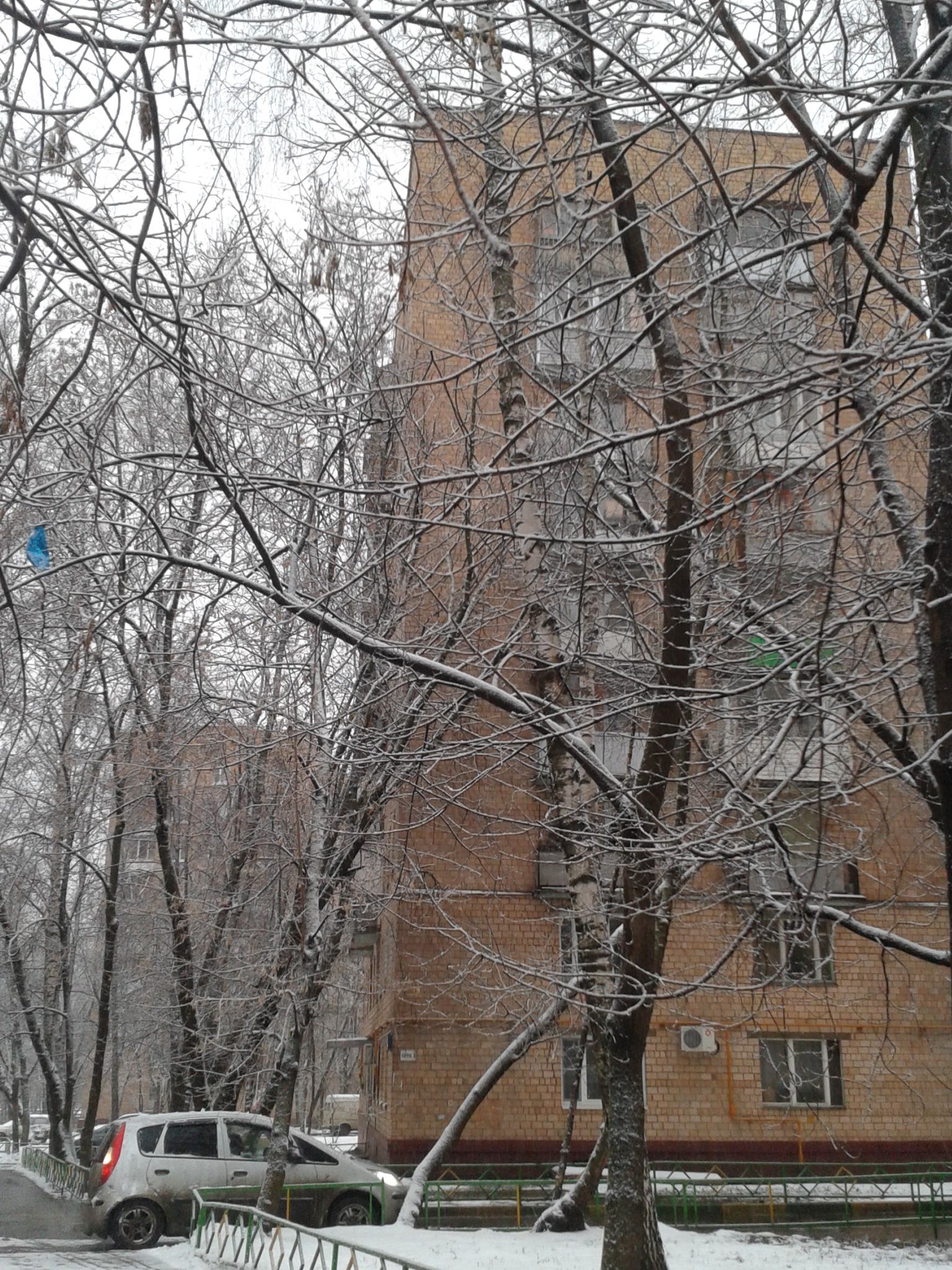
Кирпичный дом серии II-18/9 по адресу Пинский проезд, 3
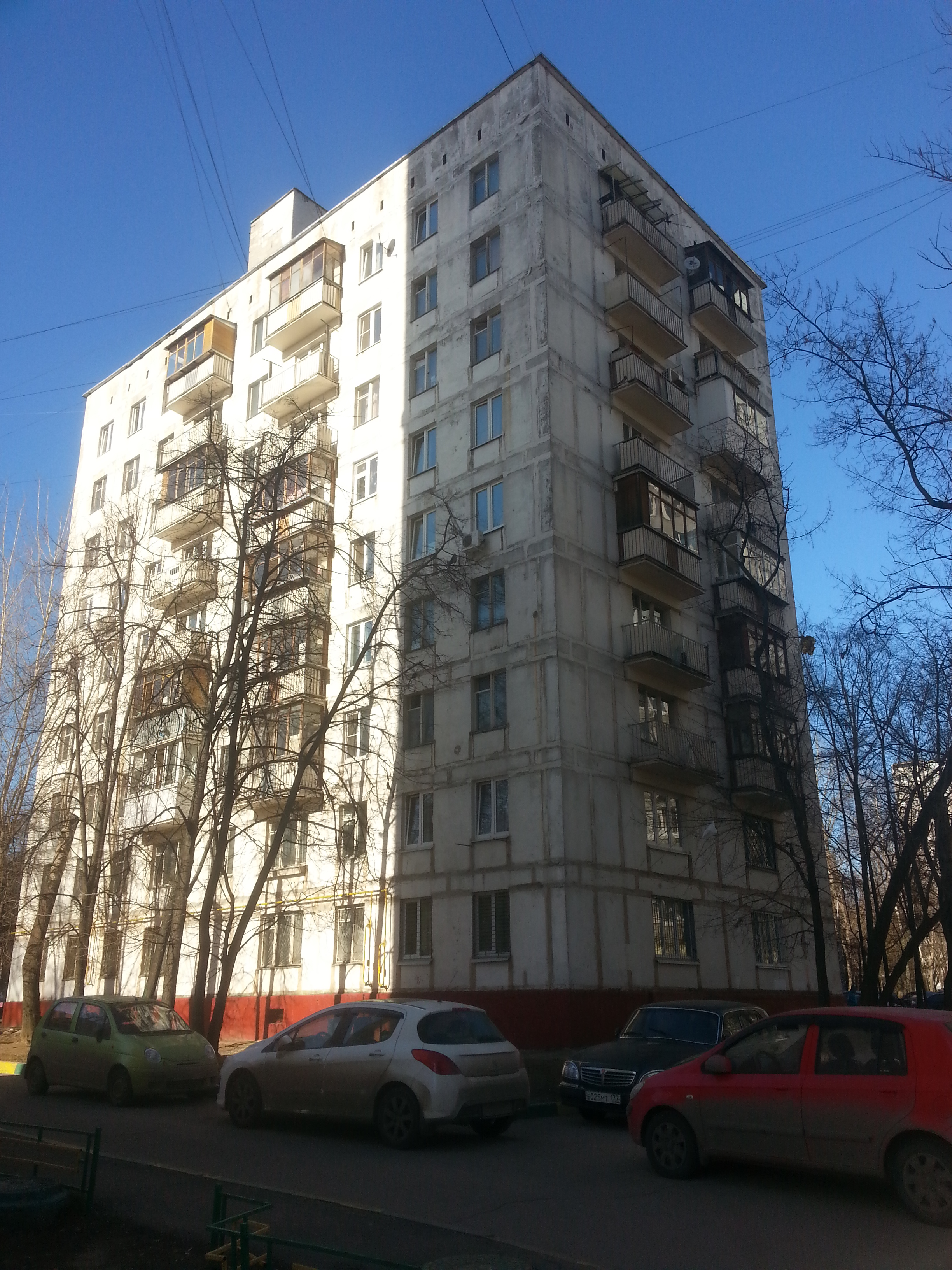
Дом серии II-18/9 в Кунцеве
Задний фасад дома. Окна ведущие в шахту лифта закрыты стеклоблоками.